# Psilocerea jacobi
Psilocerea jacobi är en fjärilsart som beskrevs av Louis Beethoven Prout 1932. Psilocerea jacobi ingår i släktet Psilocerea och familjen mätare. Inga underarter finns listade.